# Caragana franchetiana
Caragana franchetiana är en ärtväxtart som beskrevs av Vladimir Leontjevitj Komarov. Caragana franchetiana ingår i släktet karaganer, och familjen ärtväxter. IUCN kategoriserar arten globalt som livskraftig.

## Underarter
Arten delas in i följande underarter:
- C. f. franchetiana
- C. f. gyirongensis